# Nora Roberts – Der weite Himmel
Der weite Himmel (Originaltitel: Nora Roberts’ Montana Sky) ist ein amerikanisches Filmdrama von Mike Robe aus dem Jahr 2007. April Smith schrieb das Drehbuch anhand des 1996 unter dem Originaltitel Montana Sky erschienenen Romans von Nora Roberts. In den Hauptrollen agieren Ashley Williams und John Corbett.

## Handlung
Willa Mercy wächst auf einer Ranch in Montana auf, die von ihrem Vater Jack geführt wird. Erst als dieser stirbt, lernt Willa am Tag der Bestattung ihre Halbschwestern Lily und Tess kennen. Gemeinsam erben sie die Farm im Wert von 24 Millionen US-Dollar. Die an das Erbe geknüpfte Bedingung ist, dass sie die Farm ein Jahr lang gemeinsam führen, andernfalls geht diese in den Besitz einer Naturschutzorganisation über. Die Frauen mögen sich zwar nicht, kooperien aber dennoch.
Kaum sind die Schwestern sich etwas näher gekommen, werden sie mit mysteriösen Anschlägen konfrontiert. Ein unbekannter Täter tötet und zerlegt auf der Farm Tiere, zuerst eine Kuh, dann einen Hund. Lily verdächtigt ihren gewalttätigen Ehemann Jesse Carne, der auf Bewährung aus dem Gefängnis freigelassen wurde und vor einiger Zeit untergetaucht ist. Als sie die Farm daraufhin verlassen will, ist erstmals ein Zusammenhalt zwischen den Schwestern zu spüren, die darauf bestehen, dass Lily bleibt. Die Grausamkeiten gehen weiter, erst wird Willas Mitarbeiter Pickles ermordet und sodann eine junge Frau in einem Nachbarort.
Tatsächlich erscheint Carne auf der Ranch, verletzt Adam Wolfchild, der eine Verabredung mit Lily hat, und entführt diese. Zusammen mit Sheriff Nate und ihrem Nachbarn Ben McKinnon, der Willa seit ihrer gemeinsam verbrachten Kindheit liebt, nimmt die junge Frau die Verfolgung des Entführers auf. Schließlich erschießt Willa Carne, als dieser seine Ex-Ehefrau durch einen Fluss zerrt.
Es stellt sich heraus, dass nicht Carne für die Morde verantwortlich war, sondern Jim, ein Halbbruder der Schwestern, der jahrelang unerkannt auf der Farm arbeitete. Er lockt Willa in einen Hinterhalt und bringt sie in seine Gewalt. Unumwunden gibt er zu, dass er die Tiere und Pickles und die junge Frau getötet hat. Der Mord an Pickles sei nicht geplant gewesen und die junge Frau sei eine Nutte gewesen, die den Tod verdient habe. Als er Willa mit einem Messer angreifen will, nahen Ben und Sheriff Nate. Jim zieht eine Waffe und zielt auf Ben, woraufhin er von Nate erschossen wird.
Lily hat in Adam den Mann gefunden, von dem sie immer geträumt hat, wird schwanger und heiratet erneut. Tess tut sich mit Ortssheriff Nate zusammen. Willa nimmt den Heiratsantrag von Ben an. Mit ihren Schwestern ist sie sich einig, dass ihr gemeinsamer Vater ihnen etwas Besonderes geschenkt hat: „eine Familie“. Die Schwestern umarmen sich voll Herzlichkeit.

## Produktionsnotizen und Hintergrund
Der Film wurde in der kanadischen Provinz Alberta gedreht, unter anderem in Calgary. Produziert wurde er von Mandalay Entertainment/Stephanie Germain Productions/Lifetime TV in Zusammenarbeit mit ARD Degeto und Tandem Communications. Seine Produktionskosten betrugen schätzungsweise 4 Millionen Kanadische Dollar.
Nora Roberts, die in fast allen Verfilmungen ihrer Bücher in einer kleinen Rolle zu sehen ist, sieht man hier ganz am Schluss des Films, als sie zusammen mit ihrem Ehemann Bruce Wilder beim Hochzeitstanz fröhlich über die Tanzfläche gleitet.
In Deutschland fand die Premiere des Films am 12. Juli 2007 in der ARD statt. Bei seiner Erstausstrahlung sahen 5,49 Mio. Zuschauer zu, was einem Marktanteil von 19,1 % entspricht, und bescherten dem Film den Tagessieg. Sony veröffentlichte ihn auf DVD.

## Kritik
Die Zeitschrift TVdirekt Nummer 14/2007 schrieb, der Film verknüpfe „spannend“ Romantik und Drama.
TV Spielfilm zog das Fazit: „Sehr amerikanischer Country-Kitsch … Schöne Menschen, schöne Gegend, schön seicht“.

„Romanverfilmung mit viel Romantik und einem reaktionären Familienbild.“